# كورتني باركر
كورتني باركر (بالإنجليزية: Courtney Parker)‏ هي مغنية أمريكية، ولدت في 9 يوليو 1985 في أوكلاهوما سيتي في الولايات المتحدة.